# 尼科爾斯 (喬治亞州)
尼科爾斯（英語：Nicholls）是一個位於美國喬治亞州科菲縣的城市。

## 地理
尼科爾斯的座標為31°31′01″N 82°38′16″W / 31.51694°N 82.63778°W，而該地的平均海拔高度為58米（即190英尺）。

## 人口
根據2010年美國人口普查的數據，尼科爾斯的面積為4.80平方千米，當中陸地面積為4.73平方千米，而水域面積為0.07平方千米。當地共有人口2798人，而人口密度為每平方千米582人。